# 赤ん坊たちの〈記憶〉
『赤ん坊たちの〈記憶〉―一九四三年～一九四五年に生まれて―』は、2012年6月に牧歌舎から出版された書籍。大城道子らによって編集された、沖縄戦の時代に生まれた人々への調査に基づく証言を記録した本である。

## 概要
のちに編集委員となる大城道子が、自身と同じ年代に生まれた人々の出生や成長の過程に興味を抱いて調査を始めたことがきっかけとなり、賛同者によって2009年に同期生や知人へのアンケート調査が開始される。調査では出生時の状況のほか戦時中の家族の避難や疎開など幼少時の生活と戦争について、親類からの聞き取りによる情報も踏まえて記入するよう呼びかけたという。
なお当初、書名の副題は「戦争と平和」あるいは「生活と戦争」とされていた。
大城は「沖縄への思いや、子や孫に伝えたいことなどを含め、世代をつなぐ設問をつくった」としており「世代としての体験を浮き彫りにしたい」と述べていた。また「アンケートを機に、親から何も聞いてなかったことに愕然とし、子や孫に話しておかないといけないと決意を新たにした人もいる」とし「予想以上の収穫があった」とも述べている。
別の編集委員は「無力な弱者が戦争に巻き込まれていく過程を知ることで、平和を願う気持ちを自然に感じてもらえるような本にしたい」と述べており、また「この世代が壊されたものが、いかに広範囲に及んでいるかに気づかされる」とも述べている。

## 評価
朝日新聞のコーナー「窓・論説委員室から」では、「記憶にない出来事を肉親らの『埋もれた記憶』から追体験し、記録した本」として紹介されており、「『最年少の戦争体験世代』による貴重な手記だろう」と評されている。
毎日新聞のコーナー「火論」では、「幼少のころ焼きついた心象風景」が「史料」たりえると実感させられた沖縄の証言集としており、「家族や親類に分けようと一番重い箱を抱えて家路を急いだ母親の姿は、何よりもあの時代の息遣いを映していないだろうか」「太字の年表や人物名は忘れても、こうした肉声の記録は残る」と述べられている。